# Saint-Vincent-le-Paluel
Pour les articles homonymes, voir Saint-Vincent.
Saint-Vincent-le-Paluel est une commune française située dans le département de la Dordogne, en région Nouvelle-Aquitaine.

## Géographie

### Généralités
Dans le quart sud-est du département de la Dordogne, en Périgord noir, la commune de Saint-Vincent-le-Paluel est arrosée par l'Énéa, un court affluent de la Dordogne. C'est une commune rurale qui fait partie de l'aire d'attraction de Sarlat-la-Canéda, zonage d’étude défini par l'Insee, qui a remplacé en 2020 l'aire urbaine de Sarlat-la-Canéda dont elle faisait partie.
En bordure de l'Énéa et à l'écart des routes principales, le petit bourg de Saint-Vincent-le-Paluel se situe, en distances orthodromiques, cinq kilomètres et demi à l'est du centre-ville de Sarlat-la-Canéda et quinze kilomètres à l'ouest de celui de Souillac.
Le territoire communal est brièvement bordé au sud par la route départementale 704a.

### Communes limitrophes
Saint-Vincent-le-Paluel est limitrophe de cinq autres communes dont Calviac-en-Périgord au sud-est sur environ 600 mètres.
|                  | Sainte-Nathalène        |                     |
| Sarlat-la-Canéda | Saint-Vincent-le-Paluel | Prats-de-Carlux     |
|                  | Carsac-Aillac           | Calviac-en-Périgord |

### Géologie et relief

#### Géologie
Situé sur la plaque nord du Bassin aquitain et bordé à son extrémité nord-est par une frange du Massif central, le département de la Dordogne présente une grande diversité géologique. Les terrains sont disposés en profondeur en strates régulières, témoins d'une sédimentation sur cette ancienne plate-forme marine. Le département peut ainsi être découpé sur le plan géologique en quatre gradins différenciés selon leur âge géologique. Saint-Vincent-le-Paluel est située dans le troisième gradin à partir du nord-est, un plateau formé de calcaires hétérogènes du Crétacé.
Les couches affleurantes sur le territoire communal sont constituées de formations superficielles du Quaternaire datant du Cénozoïque et de roches sédimentaires du Mésozoïque. La formation la plus ancienne, notée c3b-c, date du Coniacien moyen à supérieur, composée de calcaires bioclastiques grossiers et quartzeux jaunes à bryozoaires et  gastéropodes, à niveaux gréseux (formation des Eyzies). La formation la plus récente, notée CF, fait partie des formations superficielles de type colluvions indifférenciées sablo-argileuses et argilo-sableuses. Le descriptif de ces couches est détaillé dans  la feuille « no 808 - Sarlat-la-Canéda » de la carte géologique au 1/50 000 de la France métropolitaine, et sa notice associée.

Carte géologique de Saint-Vincent-le-Paluel.

#### Relief et paysages
Le département de la Dordogne se présente comme un vaste plateau incliné du nord-est (491 m, à la forêt de Vieillecour dans le Nontronnais, à Saint-Pierre-de-Frugie) au sud-ouest (2 m à Lamothe-Montravel). L'altitude du territoire communal varie quant à elle entre 80 mètres et 247 mètres,.
Dans le cadre de la Convention européenne du paysage entrée en vigueur en France le 1er juillet 2006, renforcée par la loi du 8 août 2016 pour la reconquête de la biodiversité, de la nature et des paysages, un atlas des paysages de la Dordogne a été élaboré sous maîtrise d’ouvrage de l’État et publié en octobre 2020. Les paysages du département s'organisent en huit unités paysagères,. La commune fait partie du Périgord noir, un paysage vallonné et forestier, qui ne s’ouvre que ponctuellement autour de vallées-couloirs et d’une multitude de clairières de toutes tailles. Il s'étend du nord de la Vézère au sud de la Dordogne (en amont de Lalinde) et est riche d’un patrimoine exceptionnel.
La superficie cadastrale de la commune publiée par l'Insee, qui sert de référence dans toutes les statistiques, est de 6,86 km2,,. La superficie géographique, issue de la BD Topo, composante du Référentiel à grande échelle produit par l'IGN, est quant à elle de 7,08 km2.

### Hydrographie

#### Réseau hydrographique

Réseaux hydrographique et routier de Saint-Vincent-le-Paluel.

La commune est située dans le bassin de la Dordogne au sein du Bassin Adour-Garonne. Elle est drainée par l'Enéa et ses nombreux bras, qui constituent un réseau hydrographique de 11 km de longueur totale,.
L'Énéa, d'une longueur totale de 16,01 km, prend sa source dans la commune de Proissans et se jette dans la Dordogne en rive droite à Carsac-Aillac, face à la commune de Domme,. Elle traverse la commune du nord-est au sud sur plus de quatre kilomètres, dont près de deux kilomètres et demi servent de limite naturelle en deux tronçons, face à Prats-de-Carlux et Carsac-Aillac.

#### Gestion et qualité des eaux
Le territoire communal est couvert par le schéma d'aménagement et de gestion des eaux (SAGE) « Dordogne amont ». Ce document de planification, dont le territoire s'étend des sources de la Dordogne jusqu'à la confluence de la Vézère à Limeuil, d'une superficie de 9 700 km2 est en cours d'élaboration. La structure porteuse de l'élaboration et de la mise en œuvre est l'établissement public territorial de bassin de la Dordogne (EPIDOR). Il définit sur son territoire les objectifs généraux d’utilisation, de mise en valeur et de protection quantitative et qualitative des ressources en eau superficielle et souterraine, en respect des objectifs de qualité définis dans le troisième SDAGE  du Bassin Adour-Garonne qui couvre la période 2022-2027, approuvé le 10 mars 2022.
La qualité des eaux de baignade et des cours d’eau peut être consultée sur un site dédié géré par les agences de l’eau et l’Agence française pour la biodiversité.

### Climat
Pour des articles plus généraux, voir Climat de la Nouvelle-Aquitaine et Climat de la Dordogne.
Historiquement, la commune est exposée à un climat océanique aquitain.  
En 2020, Météo-France publie une typologie des climats de la France métropolitaine dans laquelle la commune est exposée à un climat océanique altéré et est dans la région climatique  Ouest et nord-ouest du Massif Central, caractérisée par une pluviométrie annuelle de 900 à 1 500 mm, maximale en automne et en hiver.
Pour la période 1971-2000, la température annuelle moyenne est de 12,8 °C, avec  une amplitude thermique annuelle de 15,1 °C. Le cumul annuel moyen de précipitations est de 909 mm, avec 11,6 jours de précipitations en janvier et 7 jours en juillet. Pour la période 1991-2020, la température moyenne annuelle observée sur la station météorologique la plus proche, située sur la commune de Salignac-Eyvigues à 10 km à vol d'oiseau, est de 13,0 °C et le cumul annuel moyen de précipitations est de 907,1 mm,. Pour l'avenir, les paramètres climatiques de la commune estimés pour 2050 selon différents scénarios d’émission de gaz à effet de serre sont consultables sur un site dédié publié par Météo-France en novembre 2022.

## Urbanisme

### Typologie
Au 1er janvier 2024, Saint-Vincent-le-Paluel est catégorisée commune rurale à habitat dispersé, selon la nouvelle grille communale de densité à 7 niveaux définie par l'Insee en 2022.
Elle est située hors unité urbaine. Par ailleurs la commune fait partie de l'aire d'attraction de Sarlat-la-Canéda, dont elle est une commune de la couronne,. Cette aire, qui regroupe 45 communes, est catégorisée dans les aires de moins de 50 000 habitants,.

### Occupation des sols
L'occupation des sols de la commune, telle qu'elle ressort de la base de données européenne d’occupation biophysique des sols Corine Land Cover (CLC), est marquée par l'importance des forêts et milieux semi-naturels (64,7 % en 2018), en augmentation par rapport à 1990 (61 %). La répartition détaillée en 2018 est la suivante : 
forêts (64,7 %), zones agricoles hétérogènes (30,5 %), prairies (4,8 %). L'évolution de l’occupation des sols de la commune et de ses infrastructures peut être observée sur les différentes représentations cartographiques du territoire : la carte de Cassini (XVIIIe siècle), la carte d'état-major (1820-1866) et les cartes ou photos aériennes de l'IGN pour la période actuelle (1950 à aujourd'hui).

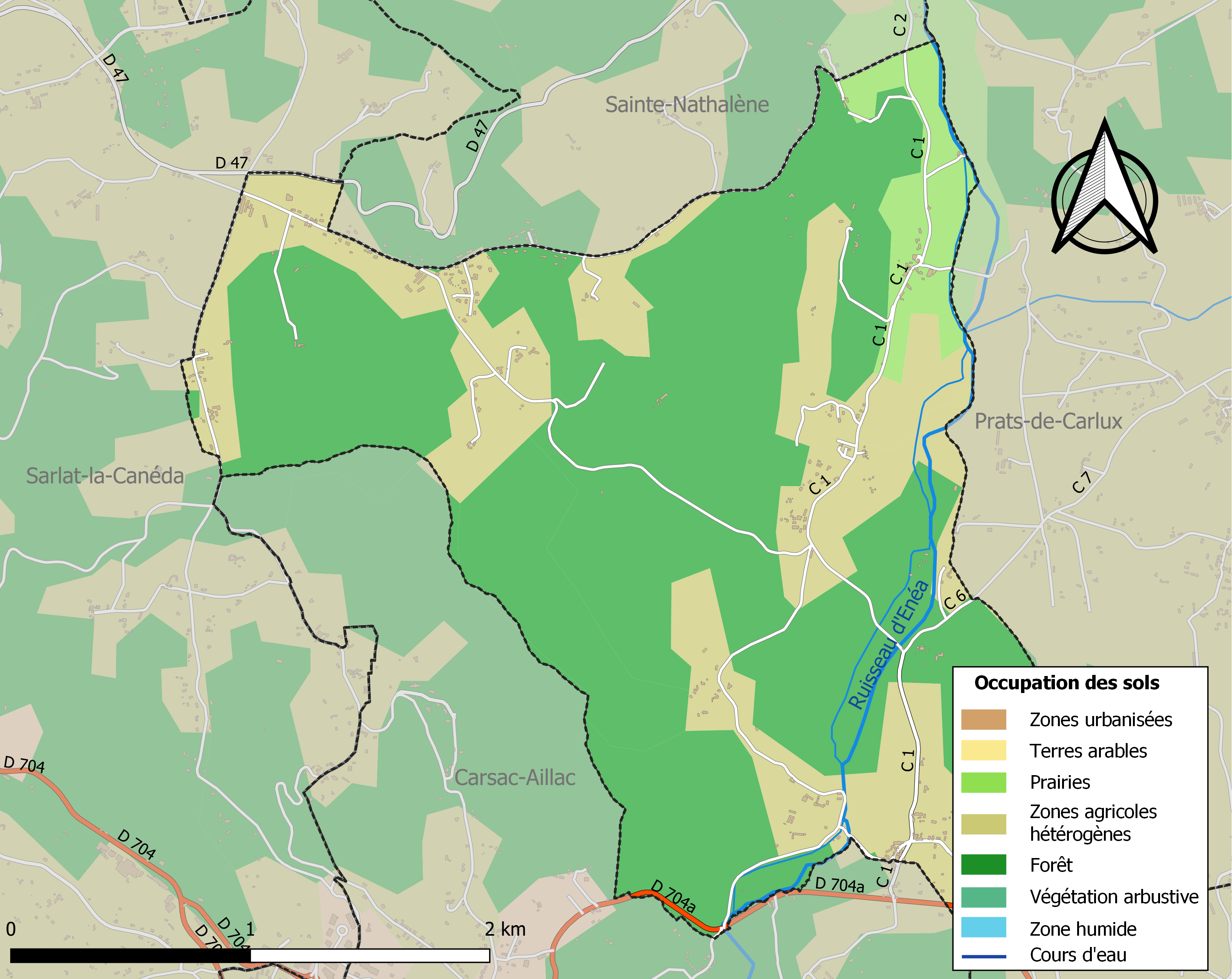
Carte des infrastructures et de l'occupation des sols de la commune en 2018 (CLC).

### Prévention des risques
Le territoire de la commune de Saint-Vincent-le-Paluel est vulnérable à différents aléas naturels : météorologiques (tempête, orage, neige, grand froid, canicule ou sécheresse), feux de forêts, mouvements de terrains et séisme (sismicité très faible). Il est également exposé à un risque technologique, la rupture d'un barrage. Un site publié par le BRGM permet d'évaluer simplement et rapidement les risques d'un bien localisé soit par son adresse soit par le numéro de sa parcelle.

#### Risques naturels
Saint-Vincent-le-Paluel est exposée au risque de feu de forêt. L’arrêté préfectoral du 14 mars 2013 fixe les conditions de pratique des incinérations et de brûlage dans un objectif de réduire le risque de départs d’incendie. À ce titre, des périodes sont déterminées : interdiction totale du 15 février au 15 mai et du 15 juin au 15 octobre, utilisation réglementée du 16 mai au 14 juin et du 16 octobre au 14 février. En septembre 2020, un plan inter-départemental de protection des forêts contre les incendies (PidPFCI) a été adopté pour la période 2019-2029,.

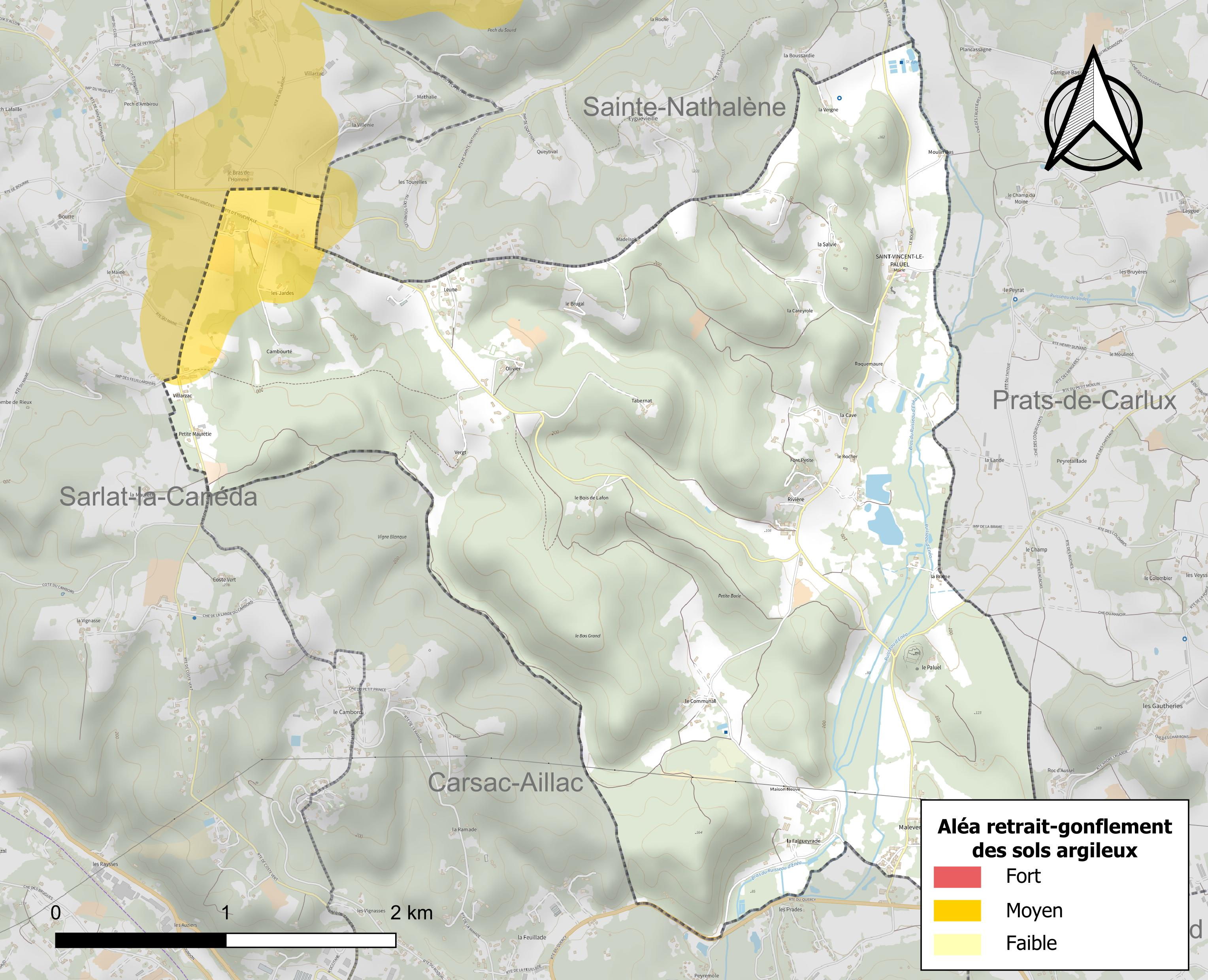
Carte des zones d'aléa retrait-gonflement des sols argileux de Saint-Vincent-le-Paluel.

Les mouvements de terrains susceptibles de se produire sur la commune sont des tassements différentiels. Le retrait-gonflement des sols argileux est susceptible d'engendrer des dommages importants aux bâtiments en cas d’alternance de périodes de sécheresse et de pluie. 3,7 % de la superficie communale est en aléa moyen ou fort (58,6 % au niveau départemental et 48,5 % au niveau national métropolitain). Depuis le 1er octobre 2020, en application de la loi ÉLAN, différentes contraintes s'imposent aux vendeurs, maîtres d'ouvrages ou constructeurs de biens situés dans une zone classée en aléa moyen ou fort,.
La commune a été reconnue en état de catastrophe naturelle au titre des dommages causés par les inondations et coulées de boue survenues en 1982 et 1999, par la sécheresse en 2011 et par des mouvements de terrain en 1999.

#### Risque technologique
La commune est en outre située en aval du barrage de Bort-les-Orgues, un ouvrage de classe A situé dans le département de la Corrèze et faisant l'objet d'un PPI depuis 2009. À ce titre elle est susceptible d’être touchée par l’onde de submersion consécutive à la rupture de cet ouvrage.

## Toponymie
En occitan, la commune porte le nom de Sent Vincenç de Palüèl.

## Histoire
L'occupation humaine est très ancienne et Le Bulletin archéologique du Périgord Tome IX page 313 mentionne des fouilles faites en 1878 avec la découverte d'objets préhistoriques (flèches) au voisinage de l'église. M. Jouannet signale la découverte d'une cuve en marbre prise pour un bain romain, alors que d'autres estiment qu'il pourrait s'agir d'une cuve servant au baptême par immersion.
Le bourg de Saint-Vincent-le-Paluel comporte une église du XIIe siècle qui figure parmi celles données en 1142 à saint Cybard, évêque d'Angoulême, par Geoffroy, évêque de Périgueux.
Le manoir du XIIIe siècle a été construit par Marguerite de Turenne, veuve de Renaud de Pons. Lors de l'attaque du château par les Anglais en 1369, l'église a été incendiée.
Le château de Paluel du XIVe siècle, situé deux kilomètres en aval sur un promontoire, fut brûlé par les nazis en juin 1944. Il servit toutefois de cadre au tournage du film Le Tatoué avec Jean Gabin et Louis de Funès — sous le nom de château de Montignac —, ainsi qu'à d'autres extraits de longs métrages.

## Politique et administration

### Administration municipale
La population de la commune étant comprise entre 100 et 499 habitants au recensement de 2017, onze conseillers municipaux ont été élus en 2020,.

### Liste des maires
| Période                                  | Période          | Identité           | Étiquette | Qualité  |
| ---------------------------------------- | ---------------- | ------------------ | --------- | -------- |
| Les données manquantes sont à compléter. |                  |                    |           |          |
|                                          |                  |                    |           |          |
| 15 mai 1892                              | 30 novembre 1919 | Louis de Croÿ      |           |          |
|                                          |                  |                    |           |          |
| avant 1988                               | 1989             | Marc Gossart       |           |          |
| 1989                                     | juin 2008        | Édouard Meyssignac | SE        | Retraité |
| août 2008                                | mai 2020         | Jeannine Nicolas   | SE        |          |
| mai 2020                                 | En cours         | Étienne Rouquié    |           |          |

## Équipements et services publics

### Équipements
De par son appartenance à la communauté de communes du Sarladais et de sa proximité immédiate avec Sarlat, Saint-Vincent-le-Paluel bénéficie des infrastructures d’une ville de 10 000 habitants.

### Justice
En 2023, dans le domaine judiciaire, Saint-Vincent-le-Paluel relève : 
- du tribunal de proximité de Sarlat-la-Canéda ;
- du tribunal judiciaire, du tribunal pour enfants, du conseil de prud'hommes et du tribunal de commerce de Bergerac ;
- du pôle Nationalité du tribunal judiciaire de Périgueux (compétent uniquement dans le domaine de la nationalité) ;
- de la cour d'appel et de la  cour administrative d'appel de Bordeaux.

## Population et société

### Démographie
L'évolution du nombre d'habitants est connue à travers les recensements de la population effectués dans la commune depuis 1793. Pour les communes de moins de 10 000 habitants, une enquête de recensement portant sur toute la population est réalisée tous les cinq ans, les populations de référence des années intermédiaires étant quant à elles estimées par interpolation ou extrapolation. Pour la commune, le premier recensement exhaustif entrant dans le cadre du nouveau dispositif a été réalisé en 2007.

En 2022, la commune comptait 293 habitants, en évolution de +7,72 % par rapport à 2016 (Dordogne : +0,37 %, France hors Mayotte : +2,11 %).
| 1793 | 1800 | 1806 | 1821 | 1831 | 1836 | 1841 | 1846 | 1851 |
| ---- | ---- | ---- | ---- | ---- | ---- | ---- | ---- | ---- |
| 266  | 268  | 277  | 289  | 321  | 331  | 368  | 373  | 388  |

| 1856 | 1861 | 1866 | 1872 | 1876 | 1881 | 1886 | 1891 | 1896 |
| ---- | ---- | ---- | ---- | ---- | ---- | ---- | ---- | ---- |
| 402  | 381  | 301  | 293  | 332  | 327  | 355  | 313  | 312  |

| 1901 | 1906 | 1911 | 1921 | 1926 | 1931 | 1936 | 1946 | 1954 |
| ---- | ---- | ---- | ---- | ---- | ---- | ---- | ---- | ---- |
| 266  | 228  | 216  | 186  | 187  | 193  | 174  | 151  | 132  |

| 1962 | 1968 | 1975 | 1982 | 1990 | 1999 | 2006 | 2007 | 2012 |
| ---- | ---- | ---- | ---- | ---- | ---- | ---- | ---- | ---- |
| 123  | 114  | 109  | 121  | 151  | 207  | 246  | 251  | 262  |

| 2017 | 2022 | - | - | - | - | - | - | - |
| ---- | ---- | - | - | - | - | - | - | - |
| 276  | 293  | - | - | - | - | - | - | - |

## Économie

### Emploi
En 2015, parmi la population communale comprise entre 15 et 64 ans, les actifs représentent 144 personnes, soit 53,9 % de la population municipale. Le nombre de chômeurs (quatorze) a augmenté par rapport à 2010 (douze) et le taux de chômage de cette population active s'établit à 9,4 %.

### Établissements
Au 31 décembre 2015, la commune compte quinze établissements, dont neuf au niveau des commerces, transports ou services, deux dans la construction, deux relatifs au secteur administratif, à l'enseignement, à la santé ou à l'action sociale, un dans l'agriculture, la sylviculture ou la pêche, et un dans l'industrie.

## Culture locale et patrimoine

### Lieux et monuments

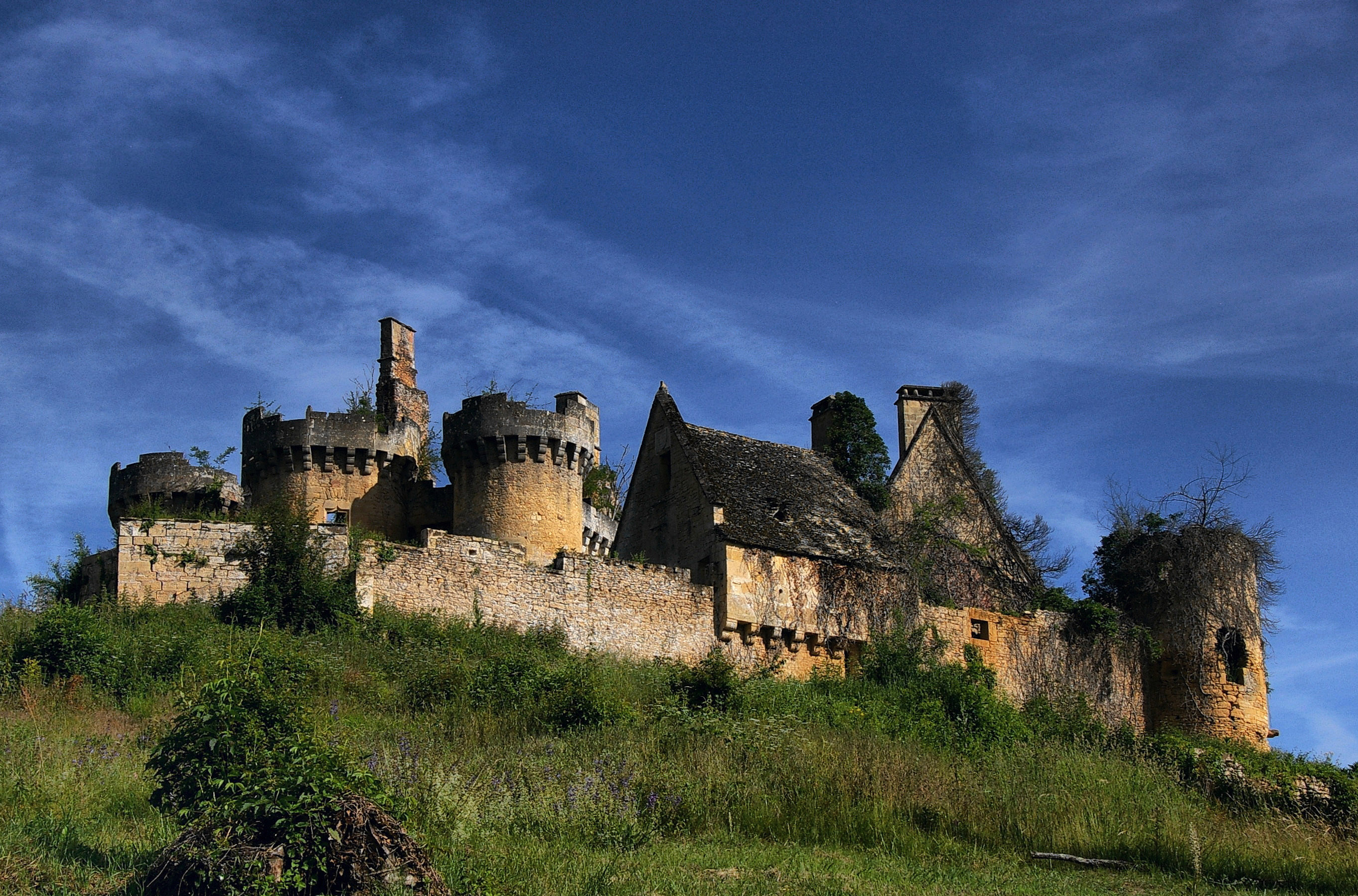
Le château de Paluel.

- Le château de Paluel, XVe siècle, inscrit en 1927 au titre des monuments historiques[56]. Propriété du Prince de Croÿ, puis du Pr Lassner. En 1944, le château a été brûlé par les Allemands et laissé à la ruine. En 2010, le château est racheté et en 2011 des travaux de rénovation débutent[57].
- L'église Saint-Vincent, du XIIe siècle est une église romane à clocher-mur, inscrite depuis 1946 au titre des monuments historiques[58].. Elle a la forme d'une croix latine et mesure 18 mètres sur 5, non compris les chapelles dont l'une est effondrée, l'ouverture sur la nef étant fermée par une maçonnerie faite avec les pierres d'origine. L'inscription sur la cloche de 1815 donne saint Barthélemy comme patron de l'église, alors que le titulaire est saint Vincent, martyr (fêté le 22 janvier). Ils sont tous les deux représentés sur le retable en bois sculpté de l'autel.
- Le manoir de Saint Vincent, édifice du XVe siècle au sud de l'église qui remplaça un château du XIIIe siècle construit par Marguerite de Turenne, veuve de Renaud de Pons, et qui fut détruit par les Anglais. En 2015, il appartient à un propriétaire privé et est en restauration.
- La cabane en pierre sèche de Malevergne est également inscrite depuis 1991 au titre des monuments historiques[59].

### Personnalités liées à la commune
- Jean Lassner, (1913-2007), médecin français d'origine autrichienne pionnier de l’anesthésie.

### Héraldique
Pour un article plus général, voir Armorial des communes de la Dordogne.
| Blason de Saint-Vincent-le-Paluel | Blason  | D'argent à un château donjonné de trois pièces de gueules, ouvert et ajouré de sable soutenu d'une mer d'azur ; au chef de gueules chargé d'une roue de moulin d'argent. |
| Blason de Saint-Vincent-le-Paluel | Détails | Blason sur l'application PanneauPocket, 2023. |

## Pour approfondir